# Dirk Brouts le Jeune
Dirk II ou Dirk le Jeune, né à Louvain en 1448 et mort le 2 mai 1491 dans la même ville, est un peintre flamand. Il se fait connaître pour ses retables peints dans le style Primitifs flamands.

## Biographie
Dirk le Jeune naît à Louvain au sein d'une famille de peintres. Il est formé par son père, Dirk Bouts, dit aussi Dirk Bouts le Vieux (vers 1415 - 1475), ainsi que par son frère, Albert Bouts (1450 - 1549). Dirk hérita de l'atelier de son père en 1475, tandis que son frère Albert établit son propre atelier. Dirk le Jeune apparaît dans la liste des archives de la ville de Louvain en tant que 'pictor imaginum' de 1483 à 1490. 
En 1486, il est engagé avec son frère à travailler sur les ailes du triptyque du Saint Sacrement au sein de la Collégiale Saint-Pierre de Louvain. Bouts meurt le 2 mai 1491, à l'âge de 43 ans. Son frère Albert devint le tuteur de son fils Jan, peintre à Malines.

## Œuvre
Puisque son style artistique était presque impossible à distinguer de celui de son père, il fut difficile de lui attribuer des œuvres. Certains historiens de l'art lui attribuèrent La Perle de Brabant, un autel exposé dans l'Alte Pinakothek à Munich. Cependant, d'autres historiens de l'art l'attribuèrent à son père en raison de la haute qualité de l'œuvre. 
Tandis que Dirk le Jeune poursuivit dans le style de son père, Albert développa son propre style facilement reconnaissable, avec des couleurs fortes, une texture riche, ainsi que de fins détails.

## Sources
- (de) Max Jakob Friedländer, Die altniederländische Malerei, vol. 8 : Jan Gossart, Bernart van Orley, Berlin, Bruno Cassirer, 1930, 198 p.